# Donjon de Villeret
De Donjon de Villeret is een middeleeuwse donjon in de Belgische plaats Saint-Martin, provincie Namen. Het gebouw is sinds 1978 een monument en behoort tot het Patrimoine immobilier exceptionnel de la Région wallonne.

## Geschiedenis
De toren is in de eerste helft van de 13e eeuw gebouwd door ridder Ybert de Villeret. De eerste schriftelijke vermelding dateert uit 1278.
Oorspronkelijk viel het gebied onder het graafschap Namen en de toren was een onderdeel van de verdediging van dit graafschap. Zo diende het als uitkijkpunt om het nabijgelegen kasteel van Corroy-le-Château in de gaten te houden. Toen Filips de Goede in 1429 werd ingehuldigd als graaf van Namen, verdween de militaire functie van de toren.
Tussen 1449 en 1494 werden naast de toren een boerderij, stallen, schuren en een bakhuis gebouwd. Het complex kreeg de naam Haute Tour. Van 1524 tot 1857 was de Haute Tour de woonplek van de tollenaar.
Zowel de toren als de bijgebouwen waren begin 20e eeuw in een vervallen staat geraakt en de toren was in gebruik als schuilplaats voor het vee. Van 1995 tot 1997 werd de torenruïne hersteld en voor bewoning geschikt gemaakt.

## Beschrijving
De 13 meter hoge rechthoekige toren heeft een afmeting van 12,2 bij 8,9 meter en is gebouwd van kalksteen, zandsteen en dolomiet. Oorspronkelijk waren er alleen drie bouwlagen, maar later is er een gewelfde kelder aan de toren toegevoegd. In de toren is een huiskapel ondergebracht. Rondom de toren lag een droge gracht.
De woontoren valt op dankzij het comfort en de lichte ruimtes. Het gebouw behoort tot de best bewaarde middeleeuwse adellijke landhuizen van Wallonië.